# Hrvatska svijest (1913.)
Hrvatska svijest bilo je glasilo hrvatske nacionalne omladine. Izlazilo je u Sarajevu od 1913. godine.
Pokrenuli su ju Hakija Hadžić i Ademaga Mešić, koji je u njoj poslije objavljivao članke. 
List je pokrenut 1913. godine u krugu Hrvatskoga muslimanskog konvikta (Hakina konvikta) koji je bio jedan od središta u kojem se razvijala mladohrvatska akcija u Sarajevu (od 1912. do 1914), pod brigom Ademage Mešića, Bekira Mehmedbašića i Šemsi-bega Salihbegovića i tehničkom upravom Hakije Hadžića, Mije Vučka i Ivana Ranđela. Uređivao ju je Šemsi-beg Salihbegović, a vlasnici su bili dr Bahrija Kadić i Nikola Preka.
Pred Prvi svjetski rat i Hadžić je uređivao Hrvatsku svijest.